# A férfi a méh ellen
A férfi a méh ellen (eredeti cím: Man vs Bee) 2022-es brit vígjátéksorozat, amelyet Rowan Atkinson és William Davies alkotott. A főszerepben Atkinson, Jing Lusi, Claudie Blakley, Tom Basden, Julian Rhind-Tutt, Greg McHugh és India Fowler látható.
Az Egyesült Királyságban és Magyarországon egyaránt 2022. június 24-én debütált a Netflixen.

## Cselekmény
A vígjátéksorozatban Trevor, a kétbalkezes apuka próbál túljárni egy méhecske eszén, miközben egy nagy villára vigyáz - de lassan egyre nagyobb felfordulást okoz.

## Szereplők
| Szereplő    | Színész           | Magyar hang         | Leírás |
| ----------- | ----------------- | ------------------- | --- |
| Trevor      | Rowan Atkinson    | Kálloy Molnár Péter | Egy apuka, aki egy méhhel vívott csatában találja magát, miközben egy nagy villára vigyáz, közben próbálja elkerülni a helyrehozhatatlan károkat, amik a „csata” során keletkeztek |
| Nina        | Jing Lusi         | Solecki Janka       | A Trevor által felügyelt fényűző villa tulajdonosa |
| Jess        | Claudie Blakley   | Szórádi Erika       | Trevor ex-felesége |
| Maddy       | India Fowle       | Engel-Iván Lili     | Trevor lánya |
| Christian   | Julian Rhind-Tutt | Bozsó Péter         | Nina férje |
| Coleman     | Greg McHugh       | nem szólal meg      | A villa kertésze |
| rendőrtiszt | Tom Basden        | Harcsik Róbert      | |

További magyar hangok: Kocsis Mariann, Bordás János, Orbán Gábor, Bor László, Vámos Mónika, Bérces Gabriella, Simon Aladár, Törköly Levente, Németh Gábor, Fehérváry Márton, Csúz Lívia, Garami Mónika, Fülöp Tamás, Szabó Endre

### Magyar változat
- Magyar szöveg: Kis János
- Hangmérnök: Halas Péter
- Vágó: Győrösi Gabriella
- Gyártásvezető: Vigvári Ágnes
- Szinkronrendező: Szalay Csongor
- Produkciós vezető: Fekete Márk

A szinkront a Direct Dub Studios készítette.

## Epizódok
| #  | Cím                    | Rendező    | Író            | Premier          |
| -- | ---------------------- | ---------- | -------------- | ---------------- |
| 1. | 1. fejezet (Chapter 1) | David Kerr | William Davies | 2022. június 24. |
| 2. | 2. fejezet (Chapter 2) | David Kerr | William Davies | 2022. június 24. |
| 3. | 3. fejezet (Chapter 3) | David Kerr | William Davies | 2022. június 24. |
| 4. | 4. fejezet (Chapter 4) | David Kerr | William Davies | 2022. június 24. |
| 5. | 5. fejezet (Chapter 5) | David Kerr | William Davies | 2022. június 24. |
| 6. | 6. fejezet (Chapter 6) | David Kerr | William Davies | 2022. június 24. |
| 7. | 7. fejezet (Chapter 7) | David Kerr | William Davies | 2022. június 24. |
| 8. | 8. fejezet (Chapter 8) | David Kerr | William Davies | 2022. június 24. |
| 9. | 9. fejezet (Chapter 9) | David Kerr | William Davies | 2022. június 24. |

## A sorozat készítése
A sorozatot 2020. december 13-án jelentették be. 2022. április 14-én jelentették be a szereplőket és a megjelenési dátumot. David Kerr nyitva hagyta a második évad lehetőségét.

## További információ
- A férfi a méh ellen a PORT.hu-n (magyarul)
- A férfi a méh ellen az Internet Movie Database-ben (angolul)
- A férfi a méh ellen a Rotten Tomatoeson (angolul)
- A férfi a méh ellen a Box Office Mojón (angolul)
- A férfi a méh ellen - www.netflix.com